# Diolcus variegatus
Diolcus variegatus är en insektsart som först beskrevs av Herrich-schaeffer 1836.  Diolcus variegatus ingår i släktet Diolcus och familjen sköldskinnbaggar. Inga underarter finns listade i Catalogue of Life.